# Ksantos (miasto)
Ksantos – starożytna stolica Licji, rozbudowana w okresie hellenistyczno-rzymskim; obecnie stanowisko archeologiczne w rejonie miasta Kınık w południowo-zachodniej Turcji, od 1988 roku wraz z pobliskim Letoon wpisane na listę światowego dziedzictwa UNESCO.

## Historia
Najstarsze znaleziska archeologiczne z Ksantos datowane są na VIII wiek p.n.e., jednak pierwsza wzmianka o mieście w źródłach pisanych pochodzi z roku 540 p.n.e., w związku z podbojem Licji przez perskiego wodza Harpagosa. W kolejnych wiekach miasto (podobnie jak cały region) często podlegało zmiennej władzy – zajmowały je wojska Aleksandra Wielkiego, później Antiocha III, po nich Rodyjczycy, a następnie Rzymianie i Bizantyjczycy.
W swych dziejach miasto dwukrotnie dokonało samozniszczenia, ażeby nie poddać się przeważającym siłom wroga. Według świadectwa Herodota (Dzieje I, 176) najpierw doszło do tego w 540 p.n.e., podczas oblężenia przez perskie wojska Harpagosa, kiedy zgromadzeni na akropolu mieszkańcy podpalili miasto, a następnie dokonali samobójczego ataku na Persów, w którym wszyscy zginęli. Powtórnie nastąpiło to w 42 p.n.e., w trakcie napaści i oblężenia przez wojska Brutusa, co w jego biografii odnotowuje Plutarch (Żywoty równoległe, Brutus XXX-XXXI). Zgodnie z dość  szczegółową relacją Appiana (Wojny domowe IV 10, 76-80), w trakcie walk miasto zostało doszczętnie zniszczone i zginęła większość jego mieszkańców.

## Stanowisko archeologiczne
Z niedalekiego Kalkan, które stanowi turystyczną bazę do zwiedzania położonych w sąsiedztwie antycznych miast (Ksantos, Letoon i Patary), do celu wiedzie ok. półgodzinny dojazd autobusem. Rozległe pole ruin dostępne jest od przystanku przed mostem na rzece Eşen. 
Do naszych czasów zachowały się pozostałości grobowców filarowych ze szczytową cellą i sarkofagiem, osadzonych na monolitowych słupach i bogato zdobionych płaskorzeźbami, pochodzących z V-II wieku p.n.e. (głównie z okresu hellenistycznego). Tzw. pomnik Harpii wyposażony był w komorę grobową w kształcie sarkofagu ozdobionego scenami kultu pogrzebowego i postaciami syren. Monumentalny pomnik Nereid architektonicznie nawiązywał do jońskiej świątyni posadowionej na wysokim cokole. Dekoracyjne płaskorzeźby z obu grobowców znajdują się obecnie w British Museum. Odnalezione w Ksantos rzeźby zdradzają silny wpływ sztuki jońskiej, zachowującej tam archaiczny charakter dzięki szczególnemu odosobnieniu miasta.
Poza tym odkryto resztki niewielkiego, słabo zachowanego akropolu w najstarszej części miasta, portyków, rzymskiego teatru i położonej naprzeciw niego agory oraz liczne inskrypcje w języku licyjskim z VI-IV wieku p.n.e., m.in. obelisk z najdłuższym tekstem zachowanym w tym języku, wystawiony w V w. p.n.e. z okazji zwycięstwa nad Ateńczykami. Do rzymskich pozostałości należy także łuk Wespazjana z I w. n.e., a późniejsze to ruiny dwóch bizantyjskich bazylik oraz fundamenty klasztoru i dobrze zachowany miejski mur obronny.
W odległości 4 km, po przeciwnej stronie rzeki Ksantos (tur. Koca Çayı), koło wsi  Kumluova Köyü znajdują się ruiny Letoonu – świętego okręgu (temenosu) miasta Ksantos i związkowego sanktuarium federacji licyjskiej. Podtopione przez wody gruntowe sąsiadują w nim trzy świątynie dedykowane Latonie, Artemidzie i Apollinowi, uważanym za główne bóstwa zhellenizowanej Licji. Powstały one zapewne na szczątkach starszego sanktuarium z VII w. p.n.e. poświęconego kultowi Bogini Matki. W miejscu tym zachował się też dobrze antyczny teatr poddany pracom renowacyjnym pod kierunkiem francuskich archeologów. 

## Galeria

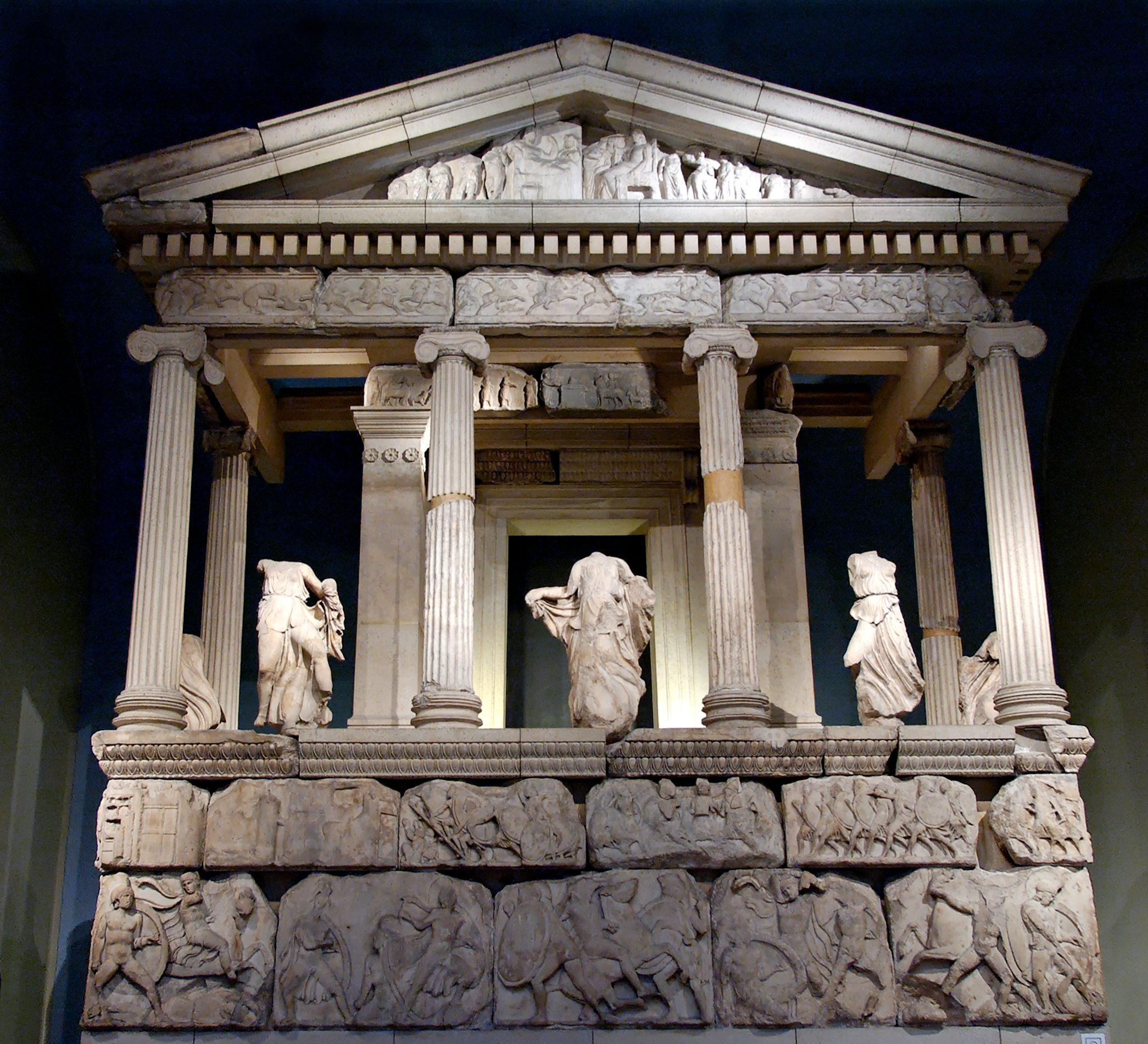
Pomnik Nereid (częściowa rekonstrukcja muzealna)
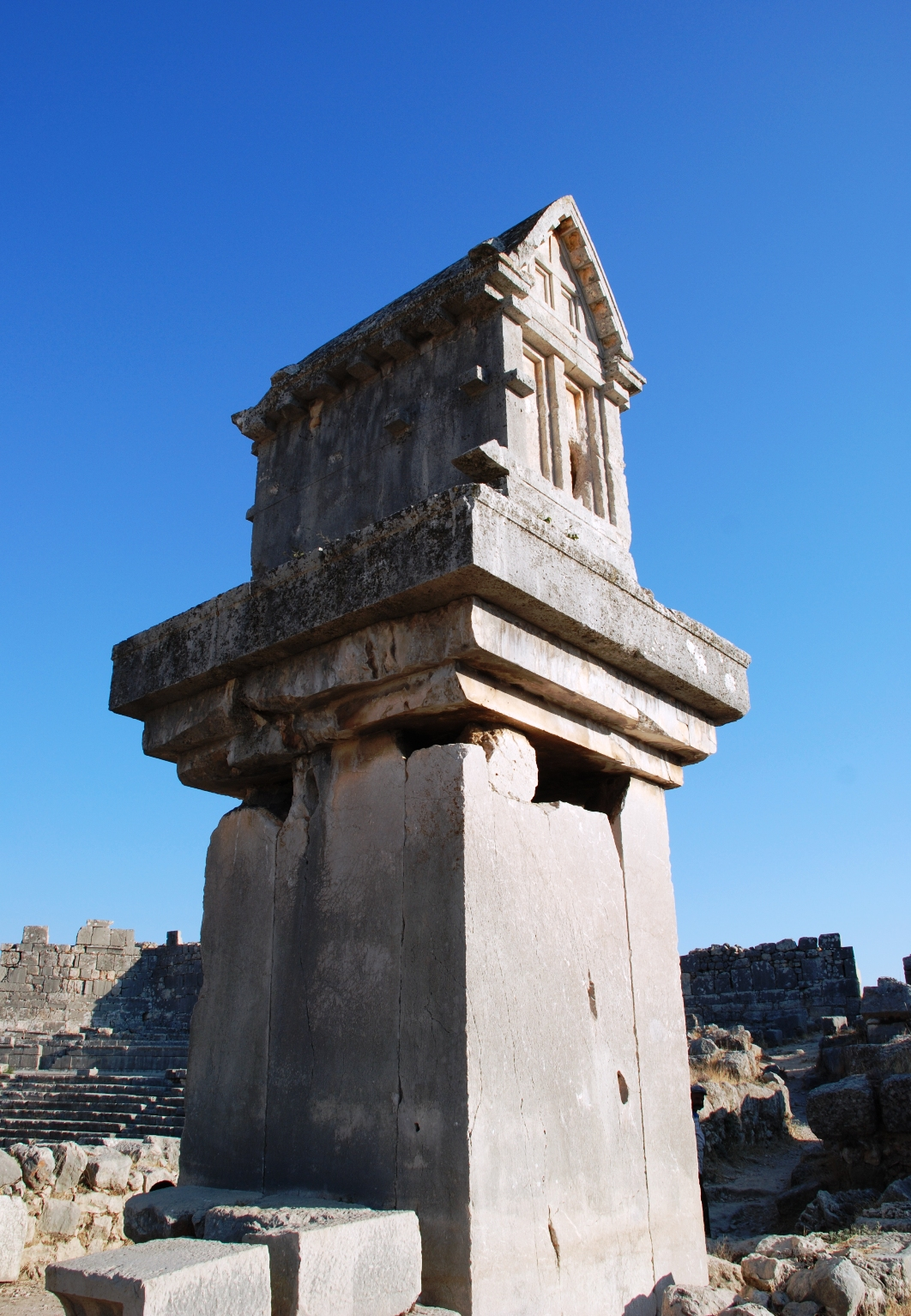
Jeden z grobowców filarowych
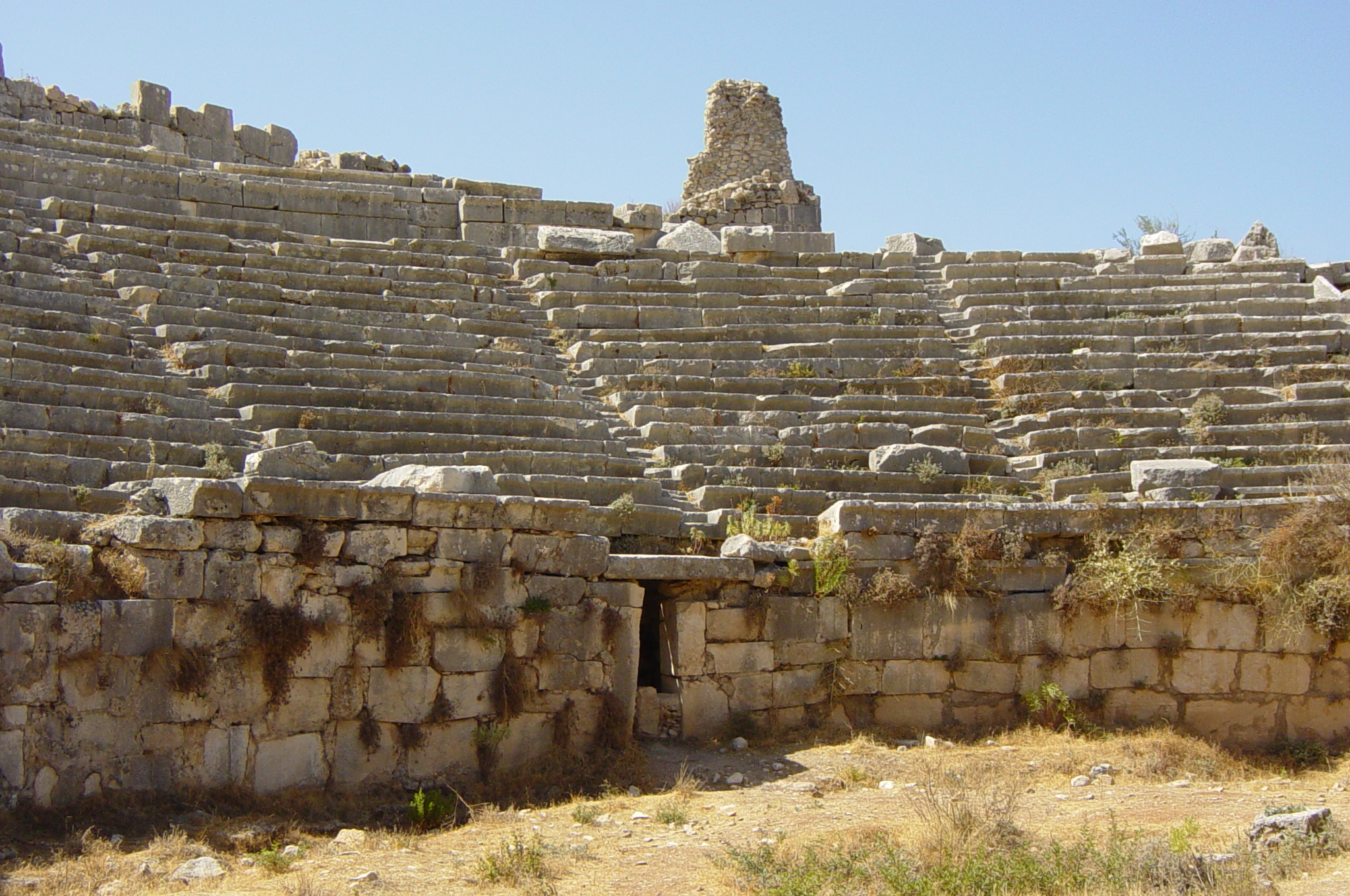
Widownia rzymskiego teatru
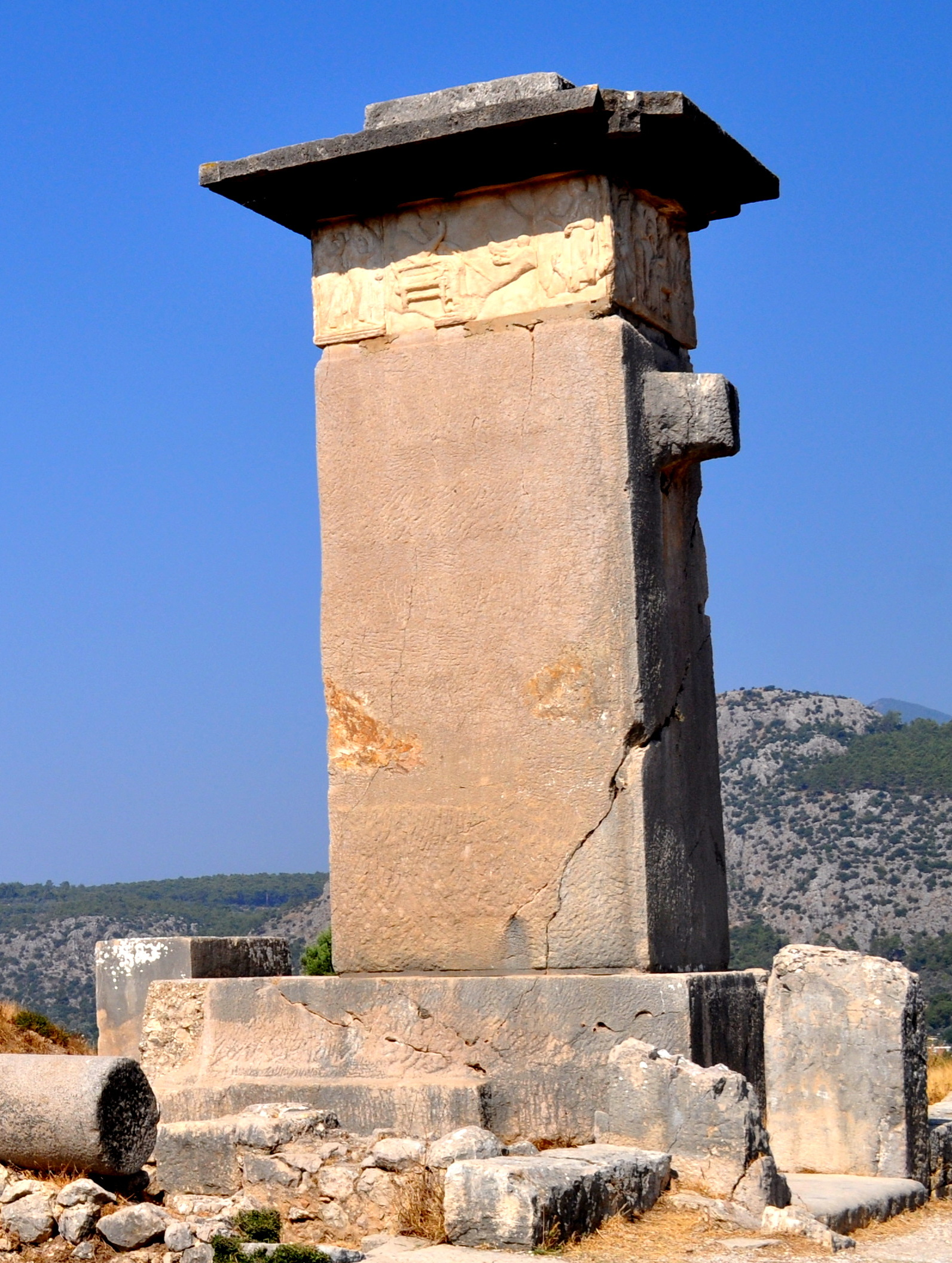
Tzw. Pomnik Harpii
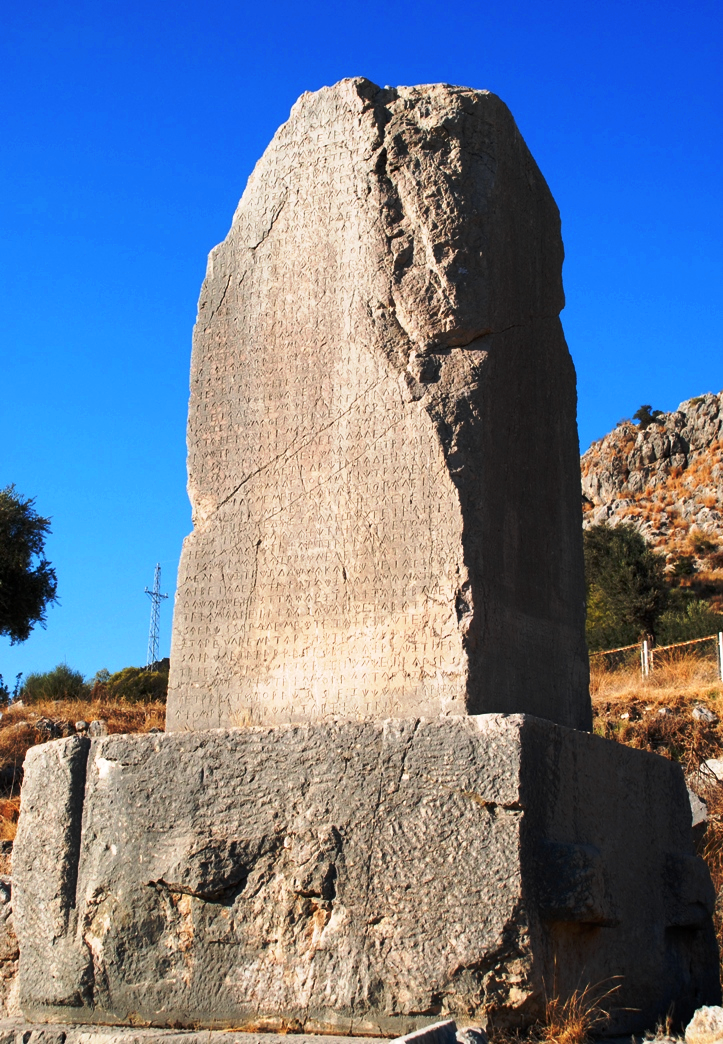
Obelisk z licyjską inskrypcją